# Neonotonia
Genre
Synonymes
- Johnia Wight & Arn[2].

Neonotonia est un genre de plantes à fleurs dicotylédones de la famille des Fabaceae, sous-famille des Faboideae, originaire d'Afrique et d'Asie, qui comprend deux espèces acceptées.

## Liste d'espèces
Selon The Plant List (7 octobre 2018) :
- Neonotonia verdcourtii Isely
- Neonotonia wightii (Wight & Arn.) J.A.Lackey